# サドンデス
サドンデス (英: sudden death) は、突然死を意味する。転じて、スポーツなどにおいて先に得点した方が勝利者となり、その時点でゲームが終了するようなシステムのこと。一般に、同点で終了した試合の延長戦において勝者を決定する手続きの一種として用いられる。ただし、日本における報道では近年この呼称が避けられ、「一方が得点した時点で試合を終了する方式」といったまわりくどい説明がなされることが多い。
先攻・後攻のあるゲームでのサドンデスは先攻が得点をした時点でも勝敗が決まる（後攻に関しては勝利条件は同じであるが、勝利のためには守備での失点は許されない）。

## いろいろなサドンデス

### NFL
アメリカ合衆国におけるアメリカンフットボールのプロリーグ・NFLでは、試合が同点に終わった場合、先に得点した方が勝利者となる15分間の延長戦を行う。これをサドンデス・オーバータイムと呼ぶ。当初は一方が得点した時点で試合が終了していたため、エンドゾーンに近いチームがほぼ確実にフィールドゴールを狙う。もちろん、タッチダウンやセーフティで決着がつく場合もある。最初の15分間で決着がつかない場合、レギュラーシーズンは引き分け、ポストシーズンは時間無制限で決着が着くまで行う。実際に引分けになることは稀で、1シーズンに1度あるかないか程度の頻度である。このシステムはコイントスでボールを持ったチームが勝利者となる場合が多いと批判されており、2009年以降のポストシーズンと、2012年以降の全試合では先行のチームがフィールドゴールで得点した場合は攻守を入れ替えて試合を続行しタッチダウンした場合は後攻の勝ち、フィールドゴールの場合は攻守を入れ替え試合継続、得点が取れなかった場合は先行の勝ちと改められた。
カレッジフットボールでは別の延長戦のシステムが用いられている。

### NHL
アメリカ合衆国におけるアイスホッケーのプロリーグ・NHLでは試合が同点に終わった場合、4対4で5分間の延長戦を行い、先に得点した方が勝者となる。これをサドンデス、ないしは「サドンヴィクトリー方式」と呼ぶ。それでも引き分けだった場合には各チーム3人の選手が1人ずつ相手ゴーリーに1対1で対峙しフリーショットの成功数を競う。3人までで同点の場合は他の選手がフリーショットに登場し、成功数に差が出るまで続ける。これもサドンデスと呼ばれる。

### ゴルフ
ゴルフのプレーオフでは、ホール数を決めずにストローク数に差がついたら終了とする形式をサドンデスと呼ぶ。テレビ中継の事情などにより導入された。PGAツアーとマスターズ・トーナメントでは純粋なサドンデス方式を導入している。全米オープン、全米女子オープン、全米シニアオープンでは2ホール、全米プロゴルフ選手権とプレーヤーズ選手権では3ホール、全英オープンは4ホールのストロークプレーを行い、それでもなお同点だった場合にサドンデスを行う。
もともとはマッチプレーにおける延長戦のルールとしてのもので、全ホールを終えて決着が付かなかった場合に行われ、1ホール勝利した側を勝者とする。

### サッカー
サッカーにおいて時間内で勝敗が決しない場合の対処についてはいくつかの方法があり、リーグや国によっても違う。延長戦#サッカーも参照。
PK戦におけるサドンデス
PK戦は両チーム5人ずつで勝敗を決めるが、それで決着がつかない場合はさらに両チームから1人ずつ交代でPKを行う。これは、一方が決めて一方が決められなかった場合その時点で勝敗が決まるため、サドンデス方式とも呼ばれる。
延長戦におけるサドンデス
日本では、1993年のJリーグ発足時に、「延長戦に入った場合、先に1点取ったチームを勝者とする」という方式を採用し、この方式の名称を「延長サドンデス方式」とした。翌年にはサドンデスの語源が問題視され名称を「Vゴール方式」に改めた。1995年には国際サッカー連盟が同方式の採用を決め、名称を「ゴールデンゴール」と定めた上で2000年代前半まで利用された。

### ラグビーユニオン
ラグビーワールドカップにおいての決勝トーナメントで採用されている。
所定80分（40分ハーフ）終了時に同点であった場合、まず5分休憩ののち、20分（10分ハーフ）による延長戦を行い、それで決着がつかなかった場合、さらに5分休憩をはさみ、最大10分（ハーフタイムなし）の再延長をサドンデス形式で行う。この場合、最初にトライ、ドロップゴール、ペナルティーゴールなどのいずれかで得点を挙げたチームが勝利（サッカーのゴールデンゴールにほぼ同義）となり、そこで試合終了となる。それでも決着がつかない場合はキッキングコンペティションを行う。
なお、日本リーグである「ジャパンラグビートップリーグ」では2015-16年度の「プレシーズンリーグ」並びに公式戦プレーオフ（リクシルカップ）において、同点であった場合、5分休憩ののち、即時10分間のサドンデス延長→同点である場合はキッキングコンペを行うとしている。このルールが適用された試合としては2018年度の第56回日本ラグビーフットボール選手権大会（ジャパンラグビートップリーグ2018-2019総合順位決定トーナメントを兼摂した）に於いて、準決勝（2018年12月8日）のサントリーサンゴリアス 対 ヤマハ発動機ジュビロ戦（秩父宮ラグビー場）がある。この試合では両チームが正規試合にて25-25で引き分けとなり、10分間の延長戦に突入、延長前半5分にジュビロの反則でサントリーがペナルティーゴールのチャンスを得て、サントリーのマット・ギタウがペナルティーキックを決めて28-25と勝ち越し、勝利を収めた。

### その他
クイズ番組やコンピュータゲームなどにおいて、同点だった場合の決着方法として特殊なルールで対戦させ、それに勝利した方がその場で勝者となるようなシステムのことをサドンデスと呼ぶことがある。
野球やソフトボールでは公にサドンデスと表現はせず、延長戦（野球では一般に10回以降、ソフトボールは8回以降　リーグ戦では、引き分けとなる場合がある）において点差がつくまで試合を行うが、後攻のチームが先攻のチームの得点を上回った場合のサヨナラゲームは一種のサドンデスといえる。